# 膝曲碱茅
膝曲碱茅（学名：Puccinellia geniculata），为禾本科碱茅属下的一个植物种。